# Rotuma
Rotuma est un archipel, classé administrativement comme une dépendance spéciale des Fidji, en Océanie. Il comprend l’île de Rotuma elle-même, ainsi que les petites îles voisines de Hatana, Hạf Liua, Solkope, Solnoho et Uea. Les Rotumiens qui parlent rotuman sont un peuple distinct des autres Fidjiens : ils constituent une minorité reconnue au sein de la république. En 1996, il y avait 2 810 Rotumiens à Rotuma, et environ 10 000 dans le reste des Fidji.
Ahau constitue la localité la plus importante.

## Aspects physiques et géologie

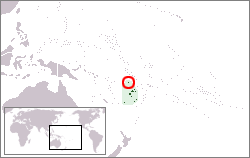
Rotuma (dans le cercle rouge) au sein des Fidji (en vert).

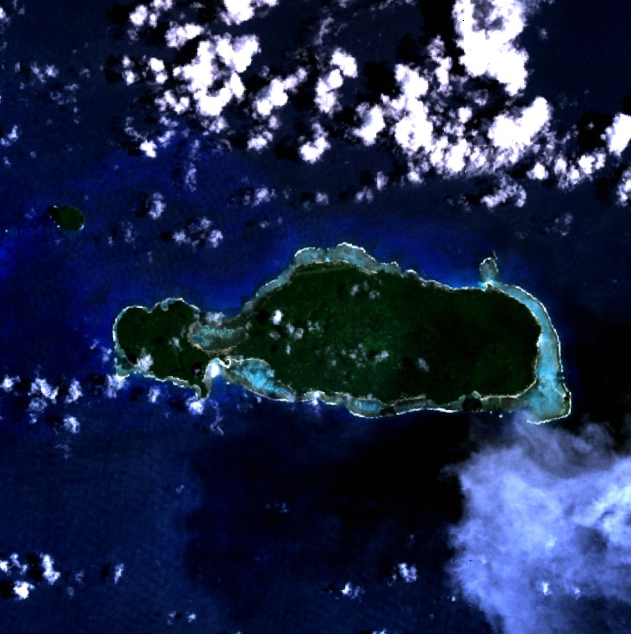
Vue de Rotuma par Landsat 7.

Ces îles se situent à 465 kilomètres environ au nord des îles principales des Fidji. L’île de Rotuma mesure treize kilomètres de long, quatre kilomètres de large, et a une superficie d’environ 46 km2. Il s’agit d’un volcan bouclier composé de basalte et de hawaiite, qui s’élève à 256 mètres au-dessus du niveau de la mer.

## Histoire

### Avant leXVIIIesiècle
L’histoire orale des Rotumiens indique que les premiers habitants de ces îles vinrent des Samoa, dirigés par un homme nommé Raho. D’autres colons arrivèrent bientôt des Tonga, en particulier de l'île de Niuafoʻou. Ils furent suivis bien plus tard par de nouveaux colons, tongiens et gilbertins.

### Depuis leXVIIIesiècle
En 1791, le Britannique Edward Edwards et l’équipage du HMS Pandora furent les premiers Européens à mettre pied sur l’île de Rotuma. Ils étaient à la recherche des disparus du Bounty.
Rotuma attira au XIXe siècle des marins déserteurs et des bagnards en fuite, dont certains épousèrent des Rotumiennes.
En 1842, des missionnaires méthodistes arrivèrent des Tonga, suivis en 1847 par des missionnaires catholiques. S’ensuivirent des conflits religieux, sur fond de rivalités politiques entre les chefs des sept districts de Rotuma.
Dans les années 1850 et 1860, le prince tongien Ma’afu revendiqua Rotuma, et fit administrer les îles par ses lieutenants. Il retira ses revendications en 1871[réf. nécessaire].
En 1878, les chefs demandèrent au Royaume-Uni d’annexer les îles pour y ramener l’ordre. Le 13 mai 1881, les îles de Rotuma furent cédées à la couronne britannique, date qui est toujours célébrée aujourd’hui, et qui est un jour férié. Rotuma fut rattachée administrativement aux îles Fidji, et passa sous souveraineté fidjienne lorsque les Fidji devinrent indépendantes en 1970.

## Démographie
La culture rotumienne s’apparente à celles des îles polynésiennes plus à l’est, et notamment de celles des Tonga, des Samoa, de Wallis et de Futuna. Leur langue et leur apparence rapprochent également les Rotumiens du monde polynésien, par contraste avec les Fidjiens, peuple considéré comme mélanésien. Les Rotumiens constituent donc une minorité visible aux îles Fidji. En 1985, lors d’une consultation par référendum, 85 % des Rotumiens déclarèrent ne pas vouloir que leurs îles s’ouvrent au tourisme et à une influence accrue du monde extérieur.
Parmi les Rotumiens connus, citons le major George Konrote, ancien ministre et haut-commissaire des îles Fidji auprès de l’Australie ; Marieta Rigamoto, ancienne ministre ; Daniel Fatiaki, l’actuel président de la Cour suprême fidjienne ; les frères Seán Óg et Setanta Ó hAilpín, sportifs irlandais d’origine rotumienne ; ou encore John Sutton, joueur de rugby australien d’origine rotumienne.

## Politique et société
Rotuma est divisée en sept districts autonomes, dont chacun a un chef (gagaja).
| Régions | Province (Yasana) | Roko Tui         | Superficie (km²) | Population (1996) |
| ------- | ----------------- | ---------------- | ---------------- | ----------------- |
| Rotuma  | Rotuma            | Injimo Managreve | 46               | 2,810             |